# يوليوس ميخائيل الجميل
المطران يوليوس ميخائيل الجميل (بالسريانية: ܝܘܠܝܘܣ ܡܝܟܐܝܠ ܓܡܝܠ)‏ (18 تشرين الثاني 1938 - 3 كانون الأول 2012)، كان رئيس مطارنة السريان الكاثوليك في روما والمعتمد البطريركي للكنيسة السريانية الكاثوليكية لدى الكرسي الرسولي.

## سيرته
ولد يوليوس الجميل في بلدة بغديدا (قرة قوش) بشمال العراق في 1 تشرين الثاني 1938، درس في شبابه عامين بدير مار بهنام قبل أن يلتحق بإكليريكية مار يوحنا الحبيب بالموصل حيث درس الفلسفة واللاهوت. سيم كاهنا في 7 حزيران 1964 على يد المطران قورلس عمانوئيل بني. أصبح معلما في إكليريكية مار يوحنا الحبيب وتولى إدارتها في أيلول 1972. وسرعان ما انتقل إلى فرنسا وحاز على شهادة الليسانس في علم النفس وشهادة الماجستير في الفلسفة من جامعة تولوز.
نشط في لبنان ابتداء من سنة 1977 امينا لسر بطريركية السريان الكاثوليك، كما أسس مركز البحوث والدراسات السريانية عام 1984، وانتخب عام 1986 اسقفا معاونا بطريركيا. عين في 1991 رئيسا لمحكمة الاستئناف للسريان الكاثوليك في لبنان ونائبا بطريركيا على أبرشية بيروت. كما كان عضوا في اللجنة التحضيرية للسينودس من أجل لبنان.
من نشاطاته الأدبية في لبنان إصداره مجلة «رعيتي» ورئاسته لتحرير«المجلة البطريركية» الخاصة بالسريان الكاثوليك.
تولى منصب أمانة سر البطريركية في عهد البطريرك أنطوان الثاني حايك من 1977 حتى 1986 وسيم خورأسقفا في شهر آب 1981. عين رئيسا لأساقفة تكريت شرفا ومعاونا بطريركيا ثم نائبا بطريركيا عاما على أبرشية بيروت البطريركية في 9 تشرين الثاني 1986.
ابتداء من 1996 عينه البطريرك حايك معتمدا بطريركيا لدى الكرسي الرسولي ووعين لاحقا زائرا رسوليا للسريان الكاثوليك في أوروبا. وأثناء توجذ في روما حاز على شهادة الدكتوراه في الحق القانوني الكنسي من جامعة اللاتران عن أطروحته الأحوال الشخصية لأهل الكتاب والسلطة البطريركية في الدولة العثمانية سنة 1998.
عينه البابا بندكتس السادس عشر بتاريخ 27 تشرين الأول 2012 عضوا في المجمع المقدس لتطويب القديسين بالفاتيكان.
توفي بروما في 3 كانون الأول 2012 أثر جلطة دماغية ودفن في مسقط رأسه بكنيسة الطاهرة الكبرى بجنازة ترأسها بطريرك السريان الكاثوليك إغناطيوس يوسف الثالث يونان.

## أعماله
نشرت ليوليوس ميخائيل الجميل عدة مؤلفات منها تاريخ وسير كهنة السريان الكاثوليك بطبعتين والسلاسل التاريخية للأبرشيات السريانية من 1900 إلى 2003 وكتاب تاريخ الأدب الآرامي بالإضافة إلى أطروحته في الحق القانوني التي نشرت باللغات العربية والفرنسية والإيطالية.
وحاز على عدة أوسمة مدنية من الفاتيكان وإيطاليا وفرنسا.